# Турецко-венецианская война (1499—1503)
Турецко-венецианская война 1499—1503 годов — одна из многочисленных турецко-венецианских войн нового времени.

## Начало войны
Венецианская республика и Османская империя жили в мире с 1479 года, и Венеция, получавшая выгоду от торговых операций на востоке, не имела никакого намерения этот мир нарушать. Однако султан Баязид II, закончив безрезультатную войну с Мамлюкским султанатом, начал готовить армию против потенциального нового крестового похода из Европы, и когда в 1495 году умер находящийся в европейском заключении его брат Джем, которого могли использовать для разжигания гражданской войны в империи, Баязид двинул свои войска на запад. Венецианский посол в Стамбуле, увидев широкие военные приготовления, думал, что целью турок будет остров Родос, однако вместо этого те двинулись на находившийся под властью Венеции Лепанто, куда вскоре, разгромив венецианцев при Зонкьо, подошёл и турецкий флот. 28 августа 1499 года город пал, после чего турки укрепили узкий вход в Коринфский залив двумя стоящими друг против друга крепостями. В октябре сама Венеция была потрясена турецкими вылазками, проникавшими на 30 километров вглубь её территории. В начале 1500 года венецианский эмиссар добивался возвращения Лепанто на аудиенции при османском дворе, но был лишь проинформирован, что султан собирается завладеть всеми венецианскими аванпостами на восточном побережье Адриатического моря и сделать Адриатику границей между его владениями и Венецией.

## Ход войны
В 1500 году турки захватили Модон, Корон и Наварино, в августе вновь разгромив венецианцев на море.
В мае 1501 года Венеция, Папское государство и королевство Венгрия заключили антиосманский союз, к которому вскоре присоединился французский король Людовик XII. Его супруга герцогиня Анна Бретонская снарядила за свой счёт военный флот из 12 кораблей и четырёх галер, во главе которого поставила принадлежавшую ей крупную каракку «Кордельера». В октябре того же года французы при поддержке венецианцев осадили османскую крепость на острове Митилена, но потерпели неудачу из-за опоздания родосских рыцарей.
В том же году объединённые французско-венецианские силы высадились на острове Лесбос, но были отброшены. В 1502 году венецианские силы высадились в Малой Азии у Фетхие и разграбили прилегающие территории.
Несмотря на помощь союзников, Венеция не могла пойти дальше незначительных демонстраций силы, и в 1503 году попросила мира.

## Последствия
В результате этой войны под контроль Османской империи перешло всё побережье Пелопоннеса.